# Embolemidae
Embolemidae (лат.) — семейство мелких ос подотряда стебельчатобрюхие из отряда перепончатокрылые насекомые. Насчитывает 62 рецентных вида в составе 3 родов.

## Описание
Размеры мелкие (около 5 мм). Крылья с довольно полным жилкованием, самки бескрылые, самцы крылатые. Усики 10-члениковые, причленяются в передней части головы на её выступе. Обнаруживаются в муравейниках и в гнёздах мелких млекопитающих. Известны паразитоидные формы цикадок и других насекомых (Achilidae и Cixiidae; Hemiptera: Auchenorrhyncha).

## Распространение
Встречаются повсеместно. В Палеарктике — 9 видов из 1 рода Embolemus.

## Классификация
По данным каталога перепончатокрылых России (2017) в мире более 39 видов (3 рода), в Палеарктике 10 (3), в России 5 видов (2 рода).
По мнению C. van Achterberg род Ampulicomorpha является синонимом рода Embolemus.
- Ampulicomorpha Ashmead, 1893
  - Ampulicomorpha confusa Ashmead 1893
  - †Ampulicomorpha janzeni Olmi et al., 2014[2]
  - Ampulicomorpha magna Olmi, 1995
  - Ampulicomorpha pecki Olmi, 1997
  - †Ampulicomorpha perialla (=Embolemus periallus)
  - †Ampulicomorpha quesnoyensis Chény et al., 2020 - Эоцен
  - †Ampulicomorpha reticulata (=Embolemus reticulatus Van Achterberg, 2000)
  - †Ampulicomorpha succinalis Brues — Эоцен[5].
- †Baissobius Rasnitsyn, 1975
  - †Baissobius carolianus Rasnitsyn, 1996[6]
  - †Baissobius minimus Rasnitsyn, 1996
  - †Baissobius minutus Olmi, Rasnitsyn & Guglielmino, 2010[7]
  - †Baissobius parvus Rasnitsyn, 1975
- †Cretembolemus
  - †Cretembolemus orapensis Olmi et al., 2014[2]
- †Embolemopsis Olmi, Rasnitsyn & Guglielmino, 2010[7]
  - †Embolemopsis baissensis Olmi, Rasnitsyn & Guglielmino, 2010[7]
- Embolemus Westwood, 1833 (=Myrmecomorphus Westwood, 1833)
  - Embolemus pecki Olmi, 1997
  - Embolemus ruddii Westwood, 1833
  - Embolemus thaumus (Rasnitsyn & Matveev, 1989)[8]

## Обычные виды
- Embolemus ruddii (от Ленинградской области до Крыма)